# Cyperus stradbrokensis
Cyperus stradbrokensis är en halvgräsart som beskrevs av Karel Domin. Cyperus stradbrokensis ingår i släktet papyrusar, och familjen halvgräs. Inga underarter finns listade i Catalogue of Life.